# کوشاوکا
کوشاوکا (به لهستانی:  Kłyszawka) یک روستا در لهستان است که در گمینا کرنکی واقع شده‌است.